# 칠성말배꼽
칠성말배꼽(학명: Eudontomyzon morii)은 칠성장어과에 속하는 민물고기의 일종으로, 한반도에서는 압록강 수계에 분포한다.